# シャム猫FBI/ニャンタッチャブル
『シャム猫FBI/ニャンタッチャブル』（原題：That Darn Cat!）は1965年にウォルト・ディズニー・プロダクションで制作されたアメリカ合衆国のコメディ映画。

## あらすじ
シャム猫のD.C.は、夜の散歩中にあるアパートの一室へ迷い込む。そこは銀行強盗のダンとイギーのアジトだった。彼らに人質として捕えられている銀行員のマーガレット・ミラーは、D.C.の首に「HEL」と刻んだ自分の腕時計をつけて持ち帰らせる。
D.C.の飼い主のパティ・ランドールは、それを「HELP（助けて）」の一部だと判断し、姉のイングリッドの反対を押し切ってFBIに証拠として持っていく。ところが、彼女と行動を共にすることになった捜査官のジーク・ケルソーは猫アレルギーであった。
やがて、捜査はイングリッド、ケルソーの部下達、イングリッドのボーイフレンドのグレゴリー・ベンソン、パティの幼馴染のカヌー、そしてお隣のマクドゥーガル夫妻を巻き込む大騒動へと発展していく。

## スタッフ
- 監督：  ロバート・スティーヴンソン
- 脚本：ビル・ウォルシュ、ゴードン夫妻
- 原作：『Undercover Cat（英語版）』ゴードン夫妻（英語版）著
- 音楽： ボブ・ブラナー

## 主題歌
『That Darn Cat!』
詞： シャーマン兄弟
歌唱：ボビー・ダーリン

## キャスト
※括弧内は日本語吹替。
- パティ・ランドール - ヘイリー・ミルズ（土井美加）
- ジーク・ケルソー - ディーン・ジョーンズ（北村総一朗）
- イングリッド・ランドール - ドロシー・プロヴァイン
- グレゴリー・ベンソン - ロディ・マクドウォール（江原正士）
- ダン - ネヴィル・ブランド
- マクドゥーガル夫人 - エルザ・ランチェスター
- マクドゥーガル氏 - ウィリアム・デマレスト（吉水慶）
- イギー - フランク・ゴーシン（金尾哲夫）
- ニュートン管理官 - リチャード・イースタム（内田稔）
- マーガレット・ミラー - グレイソン・ホール（磯辺万沙子）
- カヌー・ヘンダーソン - トム・ローウェル（牛山茂）
- ドライブイン・シアターの支配人 - リチャード・ディーコン（吉水慶）
- 大家さん - アイリス・エイドリアン
- グレアム - リアム・サリヴァン（小山武宏）
- スパイヤーズ - ドン・ドーレル（牛山茂）
- ケーヒル - ジーン・ブレイクリー
- ケリー - カール・ヘルド（江原正士）
- ホフステッダー氏 - エド・ウィン（関時男）

## リメイク
1997年、『誘拐騒動/ニャンタッチャブル』（That Darn Cat）としてリメイクされた。